# Збислав Марек Мацеєвський

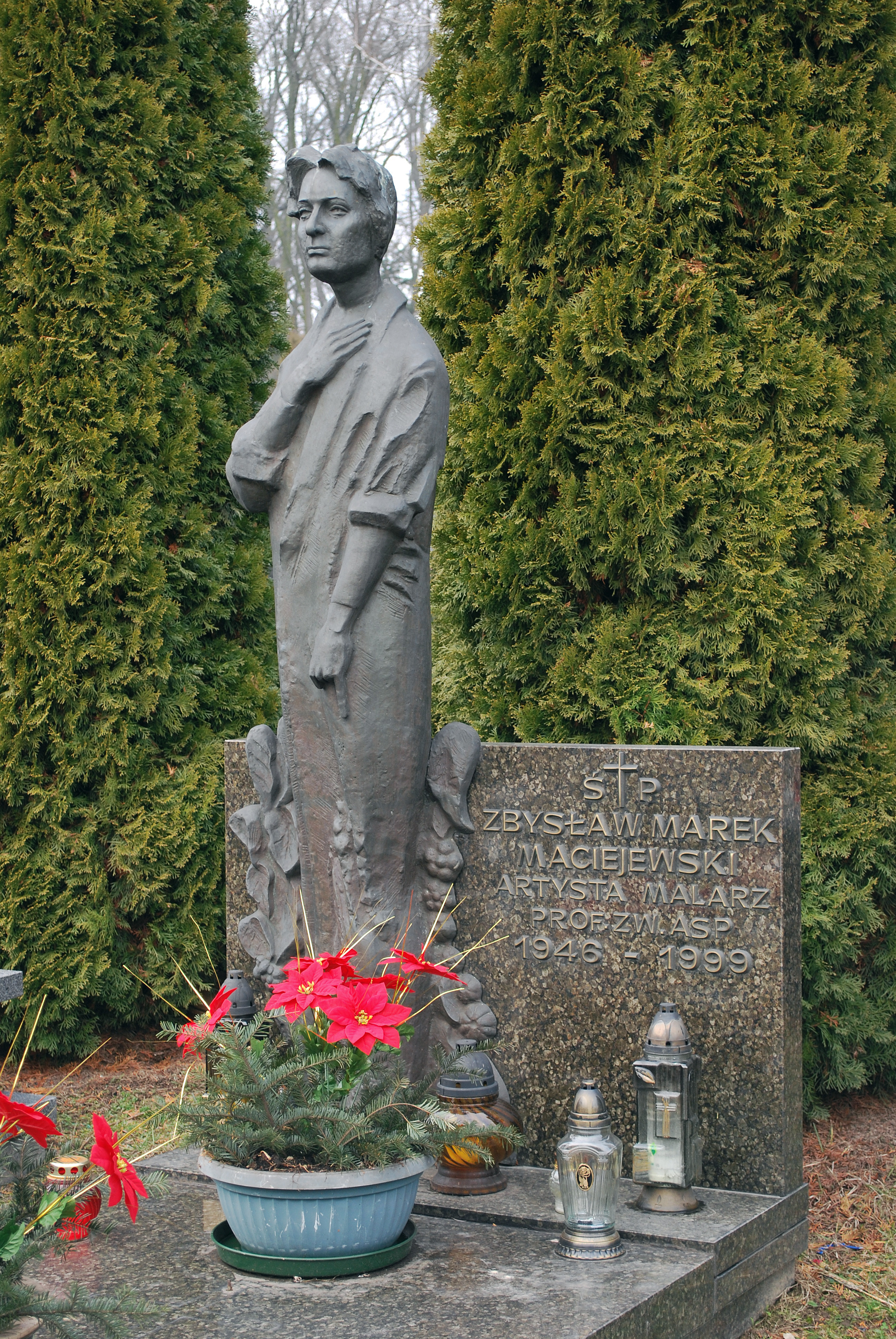
Сальваторський цвинтар.
Могила Збислава Марека Мацеєвського

Збислав Марек Мацеєвський (пол. Zbysław Marek Maciejewski, 16 червня 1946, Похулянка — 2 жовтня 1999, Краків) — польський художник, професор Академії образотворчих мистецтв у Кракові.

## Біографія
Випускні екзамени склав у 1-й середній школі в Тарнові . Навчався в Академії образотворчих мистецтв у Кракові, яку закінчив у 1969 році в майстерні Вацлава Таранчевського. З 1973 р. був викладачем факультету графіки Академії, у 1989 р. йому присвоєно вчене звання професора образотворчого мистецтва. Він працював на кафедрі рисунку та живопису в Академії образотворчого мистецтва в Кракові, де з 1989 року керував студією живопису. Після 1990 року він також читав лекції в Європейській академії мистецтв у Варшаві.
Він подорожував по південній Європі, де створював картини із зображенням екзотичної рослинності та архітектури. Крім того, він був автором портретів, міфологічних сцен, алегорій і сакральних картин. Окрему частину творчості художника часто займають сюжети та образи дітей. Сам він вважав свою творчість сучасним продовженням модернізму.
У 1998 році здобув нагороду імені Вітольда Войткевича, що надавалась йому через Краківський округ ZPAP.
Дядько журналіста Лукаша Мацеєвського. У 60-ті роки ХХ століття він був партнером режисера Крістіана Лупи.